# Brisingenes plurispinula
Brisingenes plurispinula är en sjöstjärneart som beskrevs av Khwaja Muhammad Sultanul Aziz och Jacques Jangoux 1985. Brisingenes plurispinula ingår i släktet Brisingenes och familjen Brisingidae. Inga underarter finns listade i Catalogue of Life.